# Ministère de l'Écosocialisme
Le ministère de l'Écosocialisme, anciennement ministère de l'Écosocialisme et des Eaux et ministère de l'Environnement (Ministerio del Poder Popular para el Ambiente ou Minamb, en espagnol, littéralement « ministère du Pouvoir populaire pour l'Environnement ») est un ministère du gouvernement du Venezuela chargé, selon les orientations officielles, « des politiques environnementales de l'État vénézuélien, de promouvoir le développement durable, la conservation, la protection et l'aménagement du territoire, l'usage rationnel des ressources (eau, sol, flore et faune), une conscience environnementale, afin d'offrir une meilleure qualité de vie ». Le ministère siège dans la tour Sud du Centre Simón Bolívar. L'actuel titulaire est Josué Lorca depuis le 22 avril 2021.

## Chronologie
Le ministère de l'Environnement est créé en décembre 1976 et démarre ses activités en le 1er avril 1977. Le ministère actuel, sous le nom de Ministère du Pouvoir populaire pour l'Environnement, est créé le 1er avril 2013 et le portefeuille ministériel est confié à Dante Rivas, le 21 avril 2013 par le président Nicolás Maduro. Rivas, candidat aux élections à Porlamar (État de Nueva Esparta), est remplacé en août 2013 par Miguel Rodríguez. L'actuel titulaire est Josué Lorca depuis le 22 avril 2021, en remplacement d'Oswaldo Barbera décédé en fonction d'une maladie cardiaque le 15 avril.

## Liste des ministres

### Ministres de l'Écosocialisme
| Image | Nom             | Parti | Début                   | Fin                              |
| ----- | --------------- | ----- | ----------------------- | -------------------------------- |
|       | Josué Lorca     |       | Depuis le 22 avril 2021 |                                  |
|       | Oswaldo Barbera |       | août 2019               | 15 avril 2021 (mort en fonction) |
|       | Heryck Rangel   |       | 14 juin 2018            | août 2019                        |

### Ministres de l'Écosocialisme et des Eaux
| Image | Nom                       | Parti | Début          | Fin          |
| ----- | ------------------------- | ----- | -------------- | ------------ |
|       | Ramón Celestino Velázquez |       | 4 janvier 2017 | 14 juin 2018 |
|       | Ernesto Priva             |       | 2016           | 2017         |
|       | Guillermo Esnal           |       | 2015           | 2016         |

### Ministres du Pouvoir populaire pour l'Environnement
Le ministère du Pouvoir populaire pour l'Environnement, est créé le 1er avril 2013 et le portefeuille ministériel est confié à Dante Rivas, le 21 avril 2013 par le président Nicolás Maduro
| Image | Nom              | Parti | Début         | Fin          |
| ----- | ---------------- | ----- | ------------- | ------------ |
|       | Miguel Rodríguez |       | 19 août 2013  | 2014         |
|       | Dante Rivas      |       | 23 avril 2013 | 18 août 2013 |

### Ministres de l'Environnement
Le ministère de l'Environnement est créé en décembre 1976 et démarre ses activités en le 1er avril 1977.

#### Ministres précédents
| Image | Nom                       | Parti | Début           | Fin             |
| ----- | ------------------------- | ----- | --------------- | --------------- |
|       | Cristóbal Francisco Ortiz |       | octobre 2012,   | 2013            |
|       | Alejandro Hitcher         |       | 27 janvier 2010 | 2012            |
|       | Yubirí Ortega             |       | 9 janvier 2007  | 28 janvier 2010 |
|       | Jacqueline Faría          |       | janvier 2005    | janvier 2007    |

#### Ministres de l'Environnement et des Ressources naturelles
Dans le Journal officiel, l'intitulé du ministère apparaît sous cette forme en espagnol Ministerio del Ambiante y de los Recursos Naturales.
| Image | Nom              | Parti | Début | Fin  |
| ----- | ---------------- | ----- | ----- | ---- |
|       | Ana Elisa Osorio |       | 2000  | 2005 |

#### Ministre de l'Environnement et des Ressources naturelles renouvelables (1983? - 2000)
L'intitulé du ministère de l'Environnement et des Ressources naturelles renouvelables apparaît ainsi dans appel d'offres pour une étude sur les conséquences de la tragédie de Vargas en 1999, tout comme dans des documents des Nations unies pour l'année 1997 ou d'autres pour l'année 1983.
| Image | Nom          | Parti | Début | Fin  |
| ----- | ------------ | ----- | ----- | ---- |
|       | Jesús Pérez  |       | 1999  | 2000 |
|       | Atala Uriana |       | 1999  | 1999 |

#### Ministres précédents
| Image | Nom                   | Parti | Début          | Fin  |
| ----- | --------------------- | ----- | -------------- | ---- |
|       | Arnoldo José Gabaldón |       | 1er avril 1977 | 1979 |